# ITV
 Der er for få eller ingen kildehenvisninger i denne artikel, hvilket er et problem. Du kan hjælpe ved at angive troværdige kilder til de påstande, som fremføres i artiklen.
Independent Television, kendt som ITV, oftest stiliseret som itv, er et netværk af tidligere kommercielle, uafhængige tv-kanaler i Storbritannien med hovedsæde i London.
Netværket blev etableret i 1955 for at give BBC konkurrence. Dets officielle navn har siden 1990 været Channel 3. Før dette havde netværket ikke noget officielt, fælles navn. Der sendes blandt andet på ITVs hovedkanal (ITV1) i England, Wales, Isle of Man og på grænsen mellem England og Skotland. I Skotland er det f.eks. STV (Scottish Television), som sender på ITVs hovedkanal. I Nord-Irland er det f.eks. UTV (Ulster Television) som sender på ITVs hovedkanal.
Efter at det var blevet debatteret i det britiske parlament og i den britiske presse, blev der i 1954 vedtaget en ny tv-lov, der udgjorde grundlaget for indførelsen af kommercielle tv-stationer i Storbritannien og til starten af Independent Television Authority. ITA fik ansvaret for at organisere den nye tjeneste, bl.a. ved at tv-reklamerne blev adskilt fra de andre programmer.